# Dicasterio

Emblema de la Santa Sede

El término dicasterio (del griego δικαστήριον, tribunal de justicia, de δικάστης, juez o jurado) se utiliza para referirse a los departamentos u organismos especializados de la curia romana.

## Historia
El término procede del griego clásico, pues en la antigua Grecia dicasterión se refería a cada una de las diez secciones del tribunal de justicia de los heliastas de Atenas.
Papa Sixto V, con la constitución apostólica Immensa aeterni Dei del 22 de enero de 1588, estableció en la curia romana quince congregaciones con la intención de agrupar a los cardenales colegiados para asuntos específicos. Esta constitución apostólica no utiliza el término dicasterio; aunque ha sido frecuente su uso para referirse a todas las instituciones de la curia romana, tanto para las Congregaciones como para los Tribunales y Oficios; así aparece incidentalmente el término dicasterio en la Sapienti consilio, con la que Pío X, reformó la Curia.
De acuerdo con el Código de Derecho Canónico de 1917, la curia romana consta de Congregaciones, Tribunales y Oficios. La constitución apostólica Regimini Ecclesiae universae, de Pablo VI repite de algún modo esa composición, que expone en el art. 1: la Curia Romana está formada por Congregaciones, Tribunales, Oficios y Secretariados,  pero enseguida se refiere a todas esas instituciones como dicasterios
El Código de Derecho Canónico, promulgado en 1983 por Juan Pablo II, con la constitución apostólica Sacrae disciplinae leges, tampoco utiliza el término dicasterio, al referirse a la curia romana, que según el can. 360 está formada por la Secretaría de Estado, el Consejo para los asuntos públicos de la Iglesia, las Congregaciones, Tribunales, y de otras Instituciones, cuya constitución y competencia se determinan por ley peculiar.
Es en la constitución apostólica Pastor Bonus, de 28 de junio de 1988, con la que Juan Pablo II reforma al Curia donde aparece por primera vez de modo explícito ese término, pues según al art. 1º de la constitución: 

La Curia Romana es el conjunto de dicasterios y organismos, que ayudan al Romano Pontífice en el ejercicio de su suprema misión pastoral, para el bien y servicio de la Iglesia universal y de las Iglesias particulares...

De acuerdo esta constitución los dicasterios, que están organizados colegiadamente, comprenden congregaciones, tribunales, consejos pontificios y oficinas, además de la Secretaría de Estado de la Santa Sede.
La constitución apostólica del papa Francisco Praedicate evangelium, de 10 de marzo de 2022, fija en su art. 12 la composición de la curia romana, que queda compuesta por la Secretaría de Estado, los dicasterios y los organismos, todos jurídicamente iguales entre sí. Entre los organismos se incluyen los organismos de justicia y los organismos económicos. Desaparecen pues las congregaciones y consejos pontificios previstos en la const. apost. Pastor Bonus, siendo asumidas sus competencias por los nuevos Dicasterios

## Dicasterios instituidos porPraedicate evangelium
1. Dicasterio para la Evangelización
2. Dicasterio para la Doctrina de la Fe
3. Dicasterio para el Servicio de la Caridad
4. Dicasterio  para las Iglesias Orientales
5. Dicasterio para el Culto Divino y la Disciplina de los Sacramentos
6. Dicasterio para las Causas de los Santos
7. Dicasterio para los Obispos
8. Dicasterio para el Clero
9. Dicasterio para los Institutos de Vida Consagrada y las Sociedades de Vida Apostólica
10. Dicasterio para los Laicos, la Familia y la Vida
11. Dicasterio para la Promoción de la Unidad de los Cristianos
12. Dicasterio para el Diálogo Interreligioso
13. Dicasterio para la Cultura y la Educación
14. Dicasterio para el Servicio del Desarrollo Humano Integral
15. Dicasterio para los Textos Legislativos
16. Dicasterio para la Comunicación